# Braccio
Der Braccio (italienisch für ‚Arm‘ ['bratt∫o]) war ein venezianisches Längenmaß, das zwischen 54 cm in Parma und 75 cm im Kirchenstaat maß. Der Braccio wurde fast überall in zwölf Teile (Once, Unzen) geteilt.

## Bezeichnung
Man unterschied zwischen Braccio da lana, der großen oder Wollen-Elle und Braccio da seta, der kleinen oder Seiden-Elle. Beide Ellen wurden in Viertel, dem Quarti und Sechzehntel, dem Quarti di quarto oder Sedecimi eingeteilt. Diese Maße galten, neben den gesetzlich vorgeschriebenen österreichischen Maßen und Gewichten, auch  in Dalmatien, und es waren
- 1000 Braccio da lana = 877 Wiener Ellen
- 100 Braccio da seta = 82 Wiener Ellen

Eine Ausnahme machte man in Ragusa. Hier wurde das Braccio da lana (großes Ellenmaß) auch als Braccio di Ragusa oder  Ragusener Elle  bezeichnet. Eine Verordnung von 1830 erlaubte nur noch den Gebrauch dieser Ragusener Elle, wurde aber durch die Nutzung der kleinen unterlaufen.
- 1 Braccio da lana/Ragusener Elle = 0,51255 Meter = 227,210 Pariser Linien (227,5[2]) = 0,65778 Wiener Ellen
- 1 Ragusener Elle = ¾  Venezianischer Braccio da lana
- 1000 Braccio di Ragusa = 658 Wiener Elle. Dieser Wert war in der Praxis gebräuchlich.

Heute ist das  Maß in der Literatur als Dubrovner Elle bekannt. Diese große Elle ist im Sockelfuß der Rolandsfigur (Orlando-Säule) der Stadt eingefügt und heute eine Sehenswürdigkeit.

## Bergamo
- 1 Braccio mercantile (Handelselle) = 0,65932 Meter
- 1 Braccio architettonico = 0,5314 Meter

## Bologna
- 1 Braccio Elle = 0,64004 Meter
- 1 Braccio da seta für Seide = 0,595 Meter
- 1 Braccio da tela für Leinwand = 0,519 Meter

## Brescia
- 1 Braccio da panno (Tuchelle) = 0,674 Meter
- 1 Braccio da tela und seta (Leinwand- oder Seidenelle) = 0,6404 Meter

## Kirchenstaat
- 1 Braccio da mercante (Kaufmanns-Braccio) = 0,670 Meter = 297 Pariser Linien
- 1 Braccio per le tele (Leinwand-Braccio) = 0,635 Meter = 281,5 Pariser Linien
- 1 Braccio d ara (Altar-Braccio) = 6 Palmi sacri = ⅔ Canna d ara = 0,75 Meter = 332,472 Pariser Linien

(Nachweise unter)
Als Braccio mercantile = 84,82 cm, für Bauten (passetto) = 67,03 cm, als Braccio da tessitore = 63,61 cm und als Braccio d'ara = 75 cm.

## Mantua
- 1 Braccio = 0,638 Meter

## Novara
- 1 Braccio da seta = 0,52418 Meter = 232,37 Pariser Linien
- 1 Braccio da panno = 0,66879 Meter = 296,47 Pariser Linien
- 1 Braccio da fustagno (Baumwollenelle) = 0,5932 Meter = 262,97 Pariser Linien
- 1 Braccio da legname (Holzelle) = 0,6062 Meter = 268,73 Pariser Linien

## Padua
- 1 Braccio da panno = 0,681 Meter
- 1 Braccio da seta = 0,6375 Meter

## Pavia
- 1 Braccio = 12 Once = 144 Punti = 1728 Atomi = 0,595 Meter

## Ravenna
- 1 Braccio da panno Tuchelle 0,643 Meter
- 1 Braccio da Leg name Holzelle 0,3475 Meter

## Roveredo
- 1 Braccio da tela und da panno = 0,8149 Wiener Ellen = 0,635 Meter = 0,5425 (Maß in Lyon)
- 1 Braccio da seta =  0,9559 Wiener Ellen = 0,7449 Meter = 0,6344 Stab (Maß in Lyon)

## Sinigaglia
- 1 Braccio da seta und da panno = 0,664 Meter
- 1 Braccio da tela für einheimische Leinwand = 0,782 Meter

## Treviso
- 1 Braccio da panno = 0,6762 Meter
- 1 Braccio da seta = 0,634 Meter

## Trient
- 1 Braccio da panno = 0,9009 Wiener Ellen = 0,702 Meter = 0,5978 Stab (Maß in Lyon)
- 1 Braccio da seta = 0,8098 Wiener Ellen = 0,631 Meter = 0,5366 Stab (Maß in Lyon)

## Udine
- 1 Braccio da panno = 0,681 Meter
- 1 Braccio da seta = 0,63625 Meter

## Venedig
- 1 Braccio da lana (alle Gewebe außer Seide) = 0,683396 Meter
- 1 Braccio da seta = 0,638721 Meter

## Verona
- 1 Braccio lungo = 0,649 Meter
- 1 Braccio corto = 0,64245 Meter

## Vicenza
- 1 Braccio da panno = 0,6903 Meter
- 1 Braccio da seta = 0,6375 Meter